# Fiat-Omsky
La FIAT - Omský ou FIAT - Omskij, (en russe Фиат-Омский), est une automitrailleuse utilisée par « l'Armée blanche » durant la guerre civile russe de 1917 à 1923.
Ce véhicule est construit sur un châssis Fiat Tipo 55, fabriqué dans l'usine de la filiale américaine du constructeur italien FIAT, implantée à Poughkeepsie, New York depuis 1910, avec un blindage et un armement fabriqué en Russie par la société Omskij. Une série de 15 unités a été fabriquée au milieu de l'année 1916. Le premier exemplaire prototype a été livré le 2 décembre 1916.
Après la défaite du mouvement blanc dans l'est, plusieurs véhicules blindés ont été utilisés pendant un certain temps par les forces armées de la République d'Extrême-Orient.

## Contexte historique
Peu de temps après la Révolution d'Octobre 1917, la République russe a cessé d'exister en tant qu'État unique et un grand nombre de formations étatiques sont rapidement apparues sur son territoire. Beaucoup d'entre eux étaient très éphémères, mais certains étaient pratiquement des états à part entière et puissants. Dans la situation turbulente de la guerre civile, ces nouveaux états, essayant d'assurer leur survie, ont formé des armées et ont essayé de les équiper avec les dernières armes, si possible. Une partie de ces États pouvaient compter sur l'aide de la Triple-Entente et il leur était possible d'obtenir des fournitures militaires mais cette assistance a été freinée par des problèmes de logistique.
Les voitures blindées de la plupart de ces armées étaient une arme bienvenue.  Pendant la Première Guerre mondiale, l'armée impériale russe utilisa avec succès des véhicules blindés de types différents, mais dans la confusion de la fin de 1917, la plupart d'entre eux passèrent entre les mains des bolcheviks et des gouvernements locaux les soutenant. Afin de compenser le manque de véhicules blindés, les « armées blanches » les plus puissantes firent assembler rapidement divers véhicules blindés improvisés par les ateliers de campagne ou des usines de  mécaniques dans les villes sous contrôle. C'est ainsi qu'une grande variété de véhicules blindés sont apparus dans les armées belligérantes aux formes parfois extravagantes. En règle générale, ces véhicules blindés « artisanaux » n'étaient pas de vrais véhicules blindés, ils ne disposaient que d'une protection partielle, n'étaient fabriqués qu'à 2 à 3 exemplaires.
Le lot le plus important de vrais véhicules blindés était les Fiat d'Omsk. À l'automne 1918, l'état-major de l'armée d'Alexandre Koltchak, récemment revenu des États-Unis et ayant établi des liens avec les alliés, reçut quinze châssis de la firme italienne FIAT, construits dans l'usine de sa filiale américaine Fiat Motor Corporation implantée à Poughkeepsie, dans l'État de New York depuis 1909. La base était celle de la « Fiat Tipo 55 », la même qui avait déjà été livrée par Fiat à la Russie deux ans plus tôt et qui ont permis la réalisation des véhicules blindés FIAT-Armstrong Whitworth assemblés en Grande-Bretagne, et des FIAT-Izhorski assemblés dans l'usine d'Izhorski. C'est sur ces mêmes châssis motorisés FIAT Tipo 55 que, dans les ateliers de la ville d'Omsk en 1918-1919, quinze véhicules blindés ont été assemblés, dont l'apparence et les caractéristiques de l'armement diffèrent. Le nom des concepteurs qui ont équipé ces véhicules est resté inconnu.
Selon d'autres sources (non vérifiables), les automitrailleuses blindées Fiat de l'armée sibérienne auraient été construites en 1919 / 1920 non pas à Omsk, mais à Vladivostok. Ce sont toujours les châssis FIAT Tipo 55 livrés depuis les États-Unis qui ont été utilisés. Il serait également possible que les deux versions soient vraies et qu'une partie des véhicules blindés ait été assemblée durant l'hiver 1918/1919 à Omsk, et une autre partie en 1919/1920 à Vladivostok d'autant que deux versions distinctes ont été construites.

## Caractéristiques constructives
À en juger par les photographies conservées, deux versions de Fiat-Omsky, quelque peu différentes, ont été produites : 
- la première disposait d'un châssis court avec deux mitrailleuses dans une seule tourelle, ce qui laisse imaginer un équipage de trois personnes.
- la seconde version avait de nombreuses similitudes avec les automitrailleuses blindées FIAT Izhorski. Elles disposaient d'un châssis plus long et les tourelles détails frontaux de la réservation ont été installés à de grands angles d'inclinaison.  Le véhicule blindé à armement se trouvait dans la cabine blindée, qui comportait deux commandos , situés à gauche et à droite le long de l'axe transversal de la voiture blindée.  La conception a fourni un feu rond.  L'équipage était probablement composé de quatre personnes.

Les automitrailleuses blindées de l'époque reposaient souvent sur le même principe assez standard comprenant une ou deux mitrailleuses de 7,62 mm "Maxim" modèle 1910 avec un canon refroidi à eau, installées dans la ou les tourelles.
L'automitrailleuse blindée Fiat-Omsky était équipée d'un moteur à essence Fiat refroidi par eau, à carburateur, d'une puissance de 60 et 72 Ch. Le moteur était démarré à partir par le conducteur de l'intérieur à l'aide d'un démarreur électrique ou à l'extérieur avec une manivelle. La puissance élevée du moteur permettait d'atteindre la vitesse record de 65–70 km/h sur route plate et jusqu'à 40 km/h en tout terrain. La vitesse en marche arrière était de 15 / 18 km/h.
Le véhicule était de type 4x2, propulsé par l'essieu arrière, avec une suspension comprenant des ressorts en acier semi-elliptiques. Les roues jumelées de l'essieu arrière pouvaient être en bois à pointes de type artillerie. Les pneumatiques remplis d'un mélange de glycérine et de gélatine ce qui leur conférait une résistance accrue aux balles et une autonomie allant jusqu'à 5 000 km. Pour améliorer l'accrochage en terrain délicat, des chaînes pouvaient être ajoutées sur les roues arrière.

## Utilisation
Sur les 15 automitrailleuses produites, sur commande de l'armée blanche, 2 unités ont été fournies à la République d'Extrême-Orient. L'armée japonaise en capturera une avant leur départ forcé de l'île de Sakhaline en 1922.
Aucun véhicule "survivant" n'est recensé de nos jours.